# Nephilengys papuana
Nephilengys papuana is een spinnensoort uit de familie van de wielwebspinnen (Araneidae).
De wetenschappelijke naam van de soort werd in 1881 als Nephilengys malabarensis papuana gepubliceerd door Tord Tamerlan Teodor Thorell.